# Sawah Besar (Dżakarta Centralna)
Sawah Besar  – dzielnica Dżakarty Centralnej. W dzielnicy znajduje się między innymi, największy w Azji Południowo-Wschodniej meczet – Masjid Istiqlal.

## Podział
W skład dzielnicy wchodzi pięć gmin (kelurahan):
- Pasar Baru – kod pocztowy 10710
- Gunung Sahari Utara – kod pocztowy 10720
- Mangga Dua Selatan – kod pocztowy 10730
- Karang Anyar – kod pocztowy 10740
- Kartini – kod pocztowy 10750